# Stefan Radtke
Stefan Radtke (ur. 2 marca 1890 w Dębogórzu k. Pucka, zm. 29 października 1940 w Sachsenhausen (KL)) – polski duchowny katolicki, Sługa Boży Kościoła katolickiego.

## Życiorys
Urodził się w kaszubskiej rodzinie. 1 lipca 1915 r. został wcielony do niemieckiego wojska, brał udział w walkach na froncie francuskim, gdzie dostał się do niewoli, do kraju wrócił w 1920 r. Został odznaczony niemieckim Krzyżem Żelaznym II klasy. Studiował teologię w Wyższym Seminarium Duchownym w Pelplinie, a następnie otrzymał święcenia kapłańskie 14 czerwca 1924 r. Podjął pracę jako wikariusz w Chełmży, Miłobądzu, w latach 1927–1930 w Papowie Biskupim. Został mianowany kuratusem nowo utworzonej parafii w Gdyni Małym Kacku. W parafii wybudował nowy kościół przy pomocy finansowej swojego brata wójta Jana Radtkego. Następnie został proboszczem w Rożentalu k. Lubawy.
W czasie okupacji niemieckiej w Polsce został aresztowany i osadzony w klasztorze oo. karmelitów w Oborach. Niemcy więzili go również w Olsztynku, Nowym Mieście, Brodnicy, Rypinie, Grudziądzu i w niemieckim obozie koncentracyjnym w Stutthofie, skąd został przewieziony do obozu koncentracyjnego w Oranienburgu-Sachsenhausen. Mógł zostać zwolniony z obozu dzięki pomocy brata oraz parafian, ale jego postawa jako księdza katolickiego wobec władz obozowych przekreśliła taką możliwość. Zmarł z wycieńczenia 29 października 1940 r.
Jest jednym z 122 Sług Bożych, wobec których 17 września 2003 r. rozpoczął się proces beatyfikacyjny drugiej grupy męczenników z okresu II wojny światowej.

## Źródła internetowe
- Nota biograficzna